# エリフ (聖書)

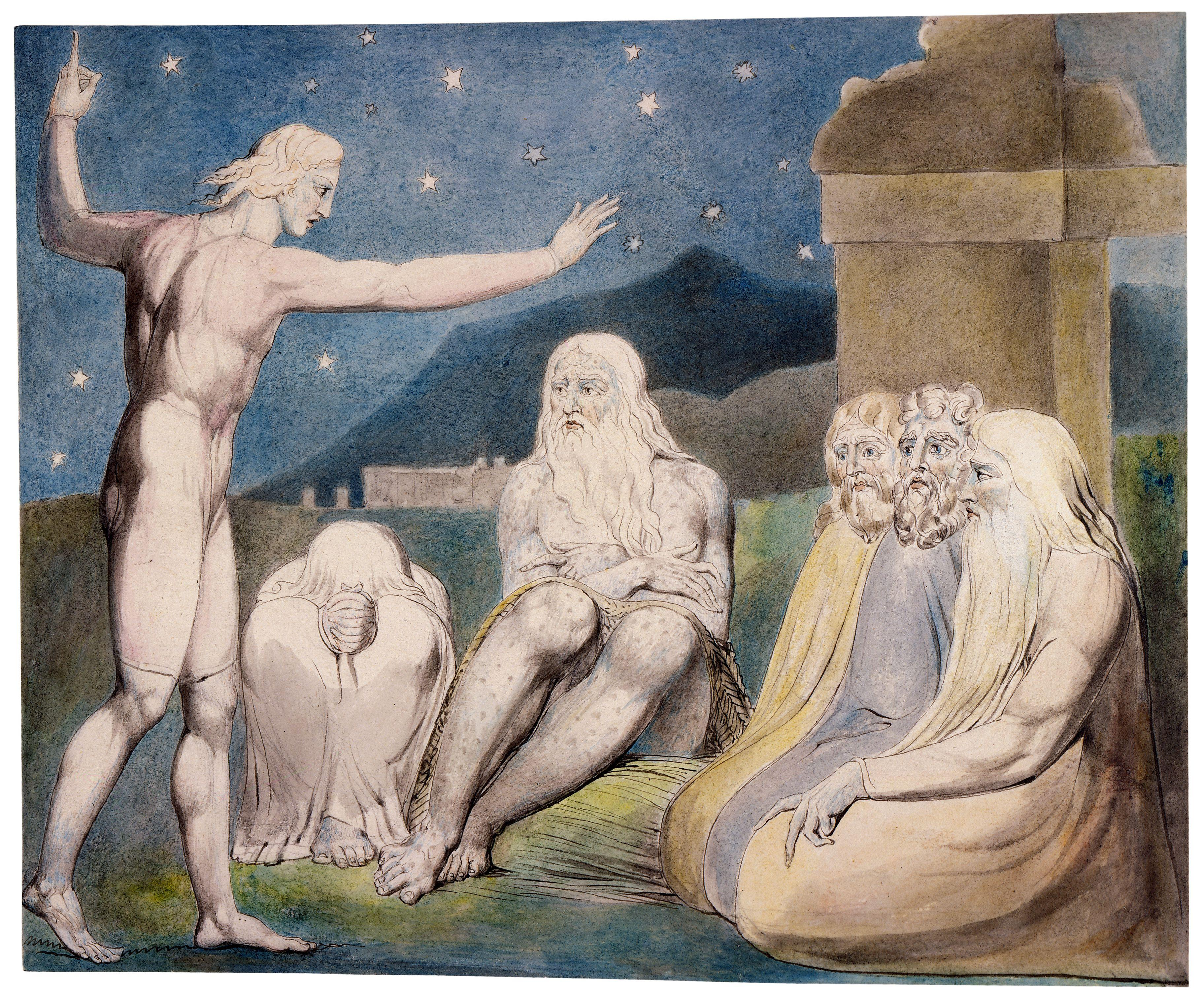
「ブズのエリフは激怒する」ウィリアム・ブレイク画

エリフ（ヘブライ語: אֱלִיהוּא, ラテン文字転写: ’Ĕlīhū’）は、旧約聖書に登場する人物。ヘブライ語で「ヤハウェは神」という意味。旧約聖書には同名の人物が四人登場する。
1. 『歴代誌 上』12章21節に記載。ダビデがサウルと戦う際に彼の陣営に参加したマナセ族の千人隊長の一人。
2. 同書26章7節に記載。ガド族の勇士。オベド・エドムの孫で長男シェマヤの息子。
3. 同書27章18節に記載。ダビデの兄弟の一人。ユダ族の指導者。
4. 『ヨブ記』32章から37章にかけて登場。ヨブを論難する人物。本項では彼について記述する。

ブズ出身でラム族のバラクエルの息子。32章で初めて名前が登場する。ヨブを批判していた他の三人が年長であるのに比べ自分は若者であるため話しかけるのを控えていたと述べる。
彼がヨブに対して行った批判の内容についてはヨブ記#エリフの主張を参照。42章7節以下に書かれた、ヨブの友人達に対する神の判定において、彼だけがそこに含まれていない。

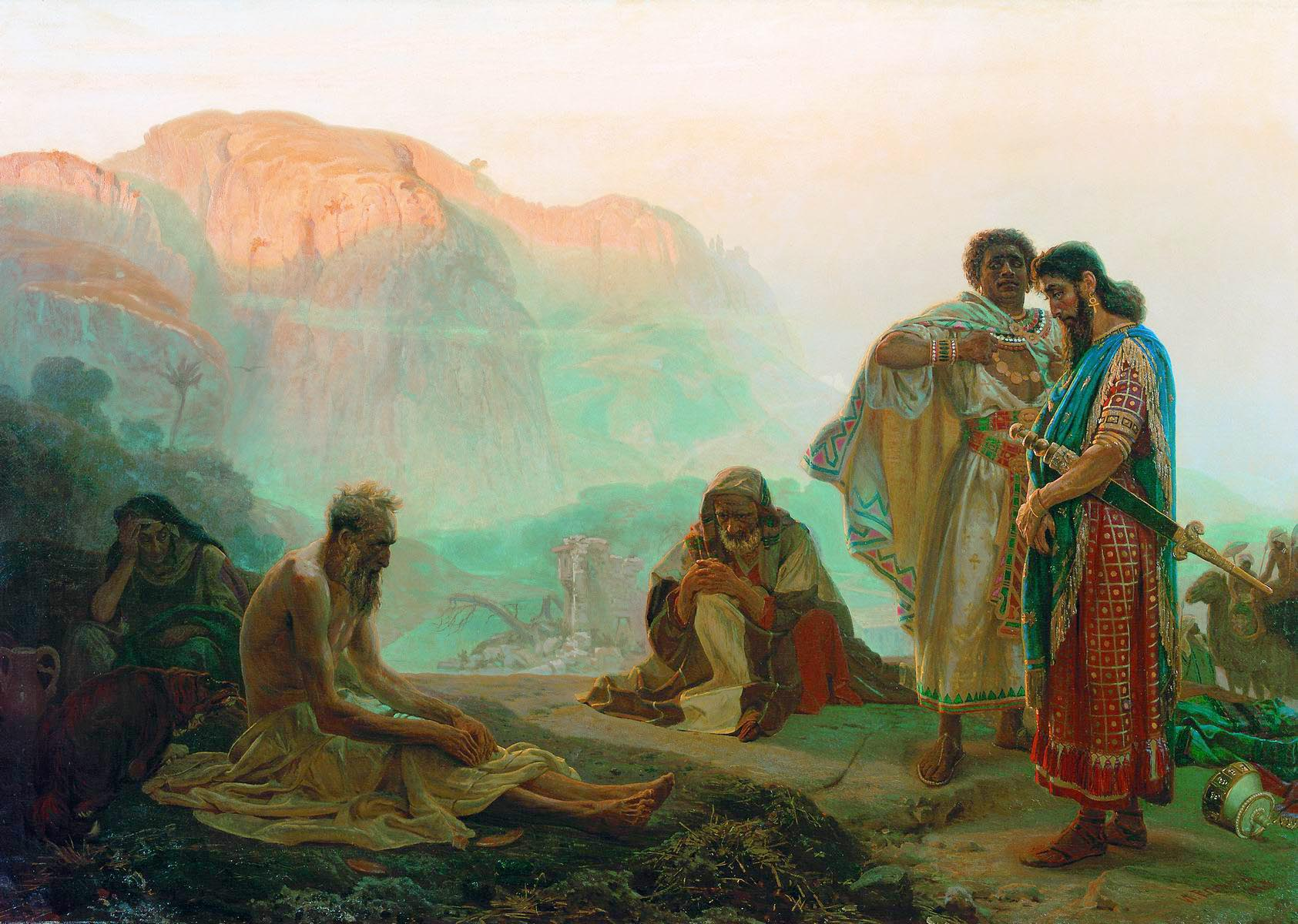

内容的にヨブが三人の友の論難への反論を語りつくす31章と、それに答える神が出現する38章が直接つながるものであることから、関根正雄はエリフの弁論の部分が後代の加筆とみなすべきとしている。

## 参照
1. ↑  『ヨブ記』32:2
2. ↑  『ヨブ記』32:4
3. ↑  関根正雄 訳『旧約聖書 ヨブ記』岩波書店〈岩波文庫〉、1971年、204頁。